# Campostichomma manicatum
Campostichomma manicatum är en spindelart som beskrevs av Karsch 1891. Campostichomma manicatum ingår i släktet Campostichomma och familjen Zorocratidae.
Artens utbredningsområde är Sri Lanka. Inga underarter finns listade.